# Саєд Саїд
Саєд Дхія Саїд (араб. سيد ضياء سيد سعيد, нар. 17 липня 1992, Мухаррак) — бахрейнський футболіст, фланговий півзахисник клубу «Аль-Ріффа».
Виступав, зокрема, за клуб «Аль-Мухаррак», а також національну збірну Бахрейну.

## Клубна кар'єра
У дорослому футболі дебютував 2008 року виступами за «Аль-Мухаррак», в якому провів шість сезонів, взявши участь у 45 матчах чемпіонату.
До складу клубу «Аль-Ріффа» приєднався 2014 року. Відтоді встиг відіграти за команду з Ріффи 12 матчів в національному чемпіонаті.

## Виступи за збірну
2011 року дебютував в офіційних матчах у складі національної збірної Бахрейну.
У складі збірної був учасником кубка Азії з футболу 2015 року в Австралії, на якому забив гол у ворота збірної Катару (2:1), але це перемога стала єдиною для бахрейнців на турнірі, які не подолали груповий етап.
Наразі провів у формі головної команди країни 39 матчів, забивши 5 голів.

## Титули і досягнення
- Чемпіон Бахрейну: 2008/09, 2010/11
- Володар Кубка Короля Бахрейну: 2011, 2012, 2013, 2021-22
- Володар Суперкубка Бахрейну: 2022

Збірні
- Переможець Панарабських ігор: 2011
- Переможець Чемпіонату Західної Азії: 2019
- Переможець Кубка націй Перської затоки: 2019